# SYLK
SYLK (Symbolic Link) è un formato di file di foglio elettronico sviluppato da Microsoft negli anni 1980. Il file SYLK hanno l'estensione .slk e sono dei file di testo formati da caratteri ASCII stampabili.
La documentazione sul formato è limitata, nonostante sia supportato da Multiplan, Microsoft Excel, Gnumeric e LibreOffice Calc.

## Esempio di codice SYLK
Il seguente esempio di file di testo in formato SYLK è ottenuto da Microsoft Excel:
```
ID;P
C;Y1;X1;K"Riga 1"
C;Y2;X1;K"Riga 2"
C;Y3;X1;K"Totale"
C;Y1;X2;K11
C;Y2;X2;K22
C;Y3;X2;K0;ER1C2+R2C2
E

```

Se aperto con Excel (ma non con Apache OpenOffice), produce la seguente tabella con il valore della cella della riga 3 colonna 2 calcolato come somma delle due celle soprastanti:
| Riga 1 | 11 |
| Riga 2 | 22 |
| Totale | 33 |